# Província da Eritreia

África Oriental Italiana

Eritrea foi uma das seis províncias da África Oriental Italiana, criado ao fundir áreas com habitantes dos tigrais do recém-conquistado Império Etíope com a já existente colônia da Eritreia Italiana. Tinha Asmara como capital.